# Abu l-Faiz Muhàmmad Khan
Sàyyid Abu l-Faiz Muhàmmad Khan fou kan de Bukharà.

## Biografia

### Regnat
Va succeir Muhàmmad Ubaidullah I, del que segurament era germà. La data de la successió fou el 1705 o posterior, però anterior al 1711 quan apareix la seva primera moneda on s'anomena com a Sàyyid Abu l-Faiz Muhàmmad Bahadur Khan, fill de Subhan Kuli Muhàmmad Bahadur Khan. Fou instal·lat al tron per l'atalik Rahim, probable assassí de Subhan Kuli, que va exercir el veritable poder. Abu l-Faiz és descrit com un dervix, zelós religiós.
A la primera part del seu regnat hauria fet alguna incursió al Gran Khorasan, i en una d'aquestes incursions va fer presoner a Nadr Kuli ibn Iman Kuli ibn Nadhr Kuli que després fou el xa de Pèrsia Nadir Xah, que operava a la zona dedicant-se al pillatge i saqueig amb una banda d'homes de la tribu Afxar, amb alguns kurds i 300 famílies djalayirs de Tahmasp Kuli Wakil i tenia el suport de Baba Ali Beg Khus-Ahmadlu, governador d'Abiward. Nadir va estar quatre anys presoner i després va poder fugir. Vers el 1718 els uzbeks van envair Khorasan aliats a Azadullah el cap dels abdali afganesos, i van assolar bona part de la província; el govern persa va enviar un exèrcit de 30.000 homes que sota la direcció de Safi Kuli Khan es va dirigir a Herat i va derrotar 12.000 uzbeks, però fou derrotat pels afganesos. Els ùzbeks no tornen a ser esmentats fins a quasi vint anys després.

### Guerra civil
Vers 1722 o 1723 hi va haver una conspiració a Bukharà que volia enderrocar a Abu l-Faiz Muhàmmad Khan i posar al tron a Xir Ghazi Khan de Khivà; el complot fou avortat i un considerable nombre de dirigents uzbeks foren executats. Uzbeks descontents van anar a les estepes i amb el suport de Xir Ghazi Khan va saquejar diverses caravanes i combois que anaven a Bukharà on es va notar la manca de productes. Els bukharians van proclamar llavors kan de Khivà a un príncep de nom Timur Khan, fill de Musi Khan, que vivia exiliat a Bukharà, com a kan a Aral en oposició a Xir Ghazi. Va esclatar la guerra civil a Khivà.
La situació a Bukharà vers 1723 o 1724 era de completa anarquia; cada un dels caps o begs esdevenia cap d'una banda; un d'ells, Atalik Ibrahim, es va apoderar de Samarcanda i va posar al tron a un cosí de Xir Ghazi, conegut com a Rejim Khan, casant-se amb la seva filla. La influència d'Ibrahim va atreure bona part dels grups uzbeks i van assolar el territori de la rodalia de Bukharà. Abu l-Faiz va nomenar un nou atalik, i li va ordenar atacar els rebels, però els soldats no volien obeir, volien la seva paga i ser dirigits pel mateix kan; aquest ni s'atrevia a sortir de la ciutat. Una de les queixes que es feien contra el kan eren la seva tolerància contra un agent italo-rus, Beneveni, considerat un kàfir i que estava a Bukharà des de 1721 tot i que des de 1723 romania gairebé amagat. Vers el final del 1724 o inicis del 1725 van arribar notícies que Rejim Khan marxava des de Samarcanda cap a Bukharà i un pànic general es va estendre entre la població. El 16 de març de 1725 Beneveti va escriure al seu govern dient que Bukharà estava en condicions precàries i els carrers estaven en mans dels lladres.
Les notícies desapareixen i tornen uns anys després. Mentre Nadir Xah estava assetjant Kandahar el 1737-1738, va enviar el seu fill Riza Kuli a través de Badghiz i MarTxa o MerTxivak per castigar el kan Ali Mardan de Andkhuy, que segons sembla estava aliat als afganesos. Les tribus nòmades del territori van abandonar a Ali Mardan i aquest fou derrotat i fet presoner sent enviat a Nadir; aquest llavors va capturar Akhsi i Xibarghan i va avançar cap a Balkh que estava sota govern d'Abu l-Hasan, fill de Khoja Salih Sultan.
La ruta estava barrada per diverses rases que no van poder impedir que l'artilleria de Riza Kuli avancés i després d'un curt bombardeig, la ciutat es rendís. Balkh i el país uzbek al sud de l'Oxus, excepte Andkhuy, Maymana i el territori d'Ersari o Lebal, van quedar en poder de Nadir i el seu fill Riza Kuli va rebre una generosa recompensa en diners, robes, cavalls i joies. Riza Kuli va creuar llavors el Oxus i va atacar territori d'Abu l-Faiz, que va fer aliança amb Ilbars Khan III de Khivà (1732 - 1740). Riza va conquerir l'estratègica fortalesa de Xelduk però va acabar derrotat per les forces unides de Bukharà i Khivà segons Vambery; Malcom en canvi assegura que va derrotar els uzbeks; els dos però estan d'acord que no va seguir endavant en ser cridat pel seu pare. Nadir va escriure als caps uzbeks dient que s'havia retirat i havia ordenat no atacar aquestos territoris perquè eren l'herència de la raça de Genguis Kan i de les més altes famílies dels turcmans

### Rendició o derrota davant Nadir Xah
Al seu retorn de l'Índia, el 1740, Nadir Xah es va trobar a Nadirabad amb una ambaixada del kan de Bukharà amb valuosos regals i un missatge que deia: "Soc el darrer d'un antic llinatge reial; no tinc l'energia per enfrontar-me a un monarca tant poderós i em poso al seu servei; si vol fer-me una visit el tractaré com l'hoste més honorable". Nadir va quedar satisfet i va contestar al missatge amb un altre en que agraïa la seva gentilesa i li comunicava que tenia intenció de castigar a Ilbars Khan III de Coràsmia o Khivà, declarant que no cobejava ni l'estat ni els tresors de Bukharà. Al missatge s'acompanyaven també regals de l'Índia. Abu l-Faiz va intentar gestionar amb Ilbars la submissió d'aquest a Nadir, però Ilbars es va mantenir ferm i va rebutjar rebaixar-se.
El 5 de juny de 1740 Nadir va visitar Herat fins al dia 10. A Badghiz se li va unir el seu fill Riza i junts van anar cap a Maimana, Faryab i Balkh on van arribar el 31 de juliol, que ja havia estat sotmesa pel seu fill Rida Kuli Mirza junt amb part de les estepes del sud de l'Oxus. Va travessar l'Oxus a Xarjui (Xardjui o Txardjui) per mitjà de vaixells especialment construïts per fusters indis, deixant la meitat de l'exèrcit i l'artilleria a la riba sud i passant amb l'altra meitat al nord; una flotilla de 100 vaixells amb provisions va quedar al riu. Va entrar en territori del Kanat de Bukharà (final d'agost de 1740); a Kerkhi, situada a quatre estacions de Bukharà, el va anar a rebre el mangit Muhàmmad Hakim, atalik (una mena d'atabeg o tutor del kan, càrrec que exercia des de vers 1723) d'Abu l-Faiz, que era partidari de Nadir Xah, i li va portar provisions i regals, sent rebut en audiència; el mateix van fer els governador de Qarshi i Hissar. Nadir es va dirigir a Karakul on estava el kan amb els ulemes i altres notables, que li van donar la benvinguda i li van oferir alguns cavalls àrabs i altres valuosos regals (22 de setembre de 1740). Nadir va fer asseure a Abu l-Hafiz al seu costat i li va donar robes reials i una corona (una garlanda segurament) amb pedres precioses i un cavall àrab amb cadira daurada; quan es va dirigir a ell, el va anomenar com xa. L'endemà Abu l-Faiz va retornar a Bukharà. Mentre alguns relats diuen que Abu l-Faiz es va rendir sense lluitar, altres diuen que va ser derrotat en la batalla. Una filla del kan es va casar amb Nadir i una altra es va casar amb el seu nebot Adil Xah (fill d'Ibrahim Xah, el germà de Nadir). El kan va renunciar a tots els territoris al sud de l'Oxus i es va comprometre a enviar contingents de tropes d'uzbeks i turcmans. A Muhàmmad Hakim li va conferir el títol de kan (que entre els perses era equivalent a príncep) i al seu fill Muhàmmad Rahim Byi el comandament de sis mil soldats del Turquestan amb els quals va marxar cap a Khorasan (al servei de Nadir) i més tard va participar en la campanya de Daguestan.
El poder estava de fet en mans de l'exèrcit ocupant i els que li eren favorables van ocupar les principals posicions i governs. Bukharà va posar 20.000 uzbeks al servei de Nadir per reforçar les forces d'aquest contra Khivà (a part dels esmentats sis mil turcmans que van anar al Khorasan). Nadir Xah no va fer res per ajudar a l'estatus econòmic de Bukhara i, en canvi, va esgotar els recursos de Bukhara per a les seves pròpies campanyes de guerra. Abu l-Faiz va veure això com una oportunitat per eliminar la seva pròpia competència política i va suggerir que Nadir Xah reclutés líders tribals que eren políticament problemàtics per a Abu l-Faiz.
Nadir es va establir llavors a Txarbekr on a petició del kan de Bukharà va enviar una ambaixada al kan Ilbars de Khivà exigint la seva submissió. Com que s'hi va negar, l'exèrcit persa va avançar cap a Khivà dividit en una força per terra i una altra paral·lela amb vaixells per l'Oxus. Diverses fortaleses del kan foren bombardejades; el kan es va tancar a la fortalesa de Khankah que es va rendir el 14 de novembre de 1740 i poc després es rendia la ciutat de Khivà. Ilbars Khan fou executat i substituït per Abu Muhàmmad. Nadir va retornar al sud i el 23 de desembre estava altre cop a Xarjui (Txardjui) des d'on va enviar a la seva esposa i filla d'Abu l-Faiz amb el seu pare, al que va reconèixer com a sobirà de tot el Turquestan al nord de l'Oxus i li va cedir alguns canons. El 17 de gener de 1741 Nadir estava de retorn a Mashad.
Un temps després s'esmenta a Ibeidulla Uzbeg que procedent de Fergana i Taixkent va saquejar Samarcanda i Miankal i va arribar fins a la tomba de Xah Nakxband, propera a Bukharà. Abu l-Faiz va cridar en ajut a Nadir Xah que li va enviar dotze mil homes manats per Hassan Khan Beyath i Behbud Khan Jindaul. En acostar-se, Ibeidulla Uzbeg es va retirar i fou perseguit.
El 1743 va morir l'atalik Muhàmmad Hakim, que exercia el poder efectiu del que el kan estava de fet privat, i a Bukharà van esclatar disturbis, potser instigats per Abu l-Faid o pels seus partidaris, i en tot cas pel partit oposat a Nadir Xah (Muhàmmad Hakim representava el poder persa). El xa de Pèrsia, Nadir Xah, va enviar llavors a Muhàmmad Rahim, amb quatre mil Qizilbash per ajudar Abu al-Fayz Khan a pacificar les rebel·lions. Una vegada al país va dominar la situació i va exercir l'autoritat efectiva amb el càrrec d'atalik.
A la mort de Nadir (20 de juny de 1747) la notícia fou coneguda per Muhàmmad Rahim a Xarjui (Txardjui) que la va mantenir en secret i es va dirigir a correcuita cap a Bukharà; només arribar va demanar audiència al kan, i quan aquest el va rebre els soldats de Muhàmmad el van arrestar. Rahim temia que, mort Nadir, el kan recuperés el seu poder de governar, apartant-lo a ell que com atalik (i abans el seu pare) havien exercit de fet el poder en nom de Nadir. Rahim va confiscar el tresor del kan. Abu l-Faiz va intentar refugiar-se entre els Juybaris però aquesta influent família local no tenia cap intenció d'oposar-se a l'usurpador. Va abandonar Bukharà per la porta de Namazgah per retirar-se al monestir de Kalender Khaneh i va demanar al seu antic atalik que li facilités prou diners per anar com a peregrí a la Meca.

### Mort
Llavors Hassan Khan i Behbud Khan havien matat a Ibeidullah i tornaven a Bukharà amb el seu cap i sense notícies de la mort de Nadir. Per temor al que poguessin fer, Muhàmmad Rahim va empresonar a Abu l-Faiz a la madrassa de Mir Arab a Pai Menar. Les tropes perses es van indignar de la conducta del atalik que fou tractat d'un uzbek ordinari. Rahim va contestar que si ell era un uzbek ordinari qué era Nadir Xah que havia començat com un simple bandoler. Els perses van assetjar Bukharà i Rahim va buscar l'aliança dels afganesos Ghilzai dels quals 1500 estaven entre les tropes perses; Rahim els va explicar que Nadir havia donat les seves terres de Kandahar als Abdalis i els va prometre recompensar-los amb terres, esposes i paga; els ghilzays van acceptar i manats per Abd al-Hajj Khoja van entrar a la nit a la ciutat; aquella mateixa nit Abu l-Faiz fou executat per seguretat. L'endemà els perses, privats d'aquest contingent i desmoralitzats, van optar per retirar-se; van signar la pau i van marxar al sud abandonant l'artilleria, tendes i altres equipaments, sent recompensat però amb valuosos regals.
Per no ocupar ell mateix el tron, Rahim va proclamar kan a Muhàmmad Abd al-Mumin, fill de l'executat, que estava casat amb la filla de Rahim, instaurant la dinastia Mangit.